# Долинин, Александр Ермолаевич
Александр Ермолаевич Долинин при рождении Александр Рубан (1885, Полтавская губерния - 8 мая 1929, Харьков) – украинский и советский актёр театра и кино. Сценический псевдоним – Украинец.

## Биография
Выступал в труппе Н. Синельникова. Был актёром театров Киева (1926–1927) и Березиль (1927–1928, Харьков). Снимался в кино.

## Роли в театре
- Зиновий («Яблоневый плен» Ивана Днепровского).
- Каляев ("Пролог"  Леся Курбаса и Бондарчука).
- Пеклеванов («Бронепоезд 14-69» Всеволода Иванова).
- Ласси Гренич («Джимми Хиггинс» по Синклеру).

## Фильмография
- 1926 – Борьба гигантов – Ганс Мюллер, рабочий
- 1926 – Крестовик – Ферапонт
- 1927 – Цемент – Бадьин, предисполком
- 1927 – Тени Бельведера – Шляховский, журналист, тайный агент охранки